# Anna Höjer
Anna Maria Höjer, född Johnson 27 maj 1850 i Sunne församling i Värmlands län, död 1 juli 1928 i Stockholm, var en svensk lärare och föreningsaktivist. Hon var syster till Erik Gustaf Johnson.
Hon utbildades vid Kungliga högre lärarinneseminariet och anställdes vid Åhlinska skolan, Beskowska skolan och vid Wallinska skolan. Hon gifte sig med historikern lektor Magnus Höjer.
Hon är känd för sin verksamhet i Svenska Federationen (grundad 1879) och var dess vice ordförande 1915–1927. Hon var redaktör och utgivare för föreningens organ Sedlighetsvännen. Hon var engagerad i Hemmet Fristad i Stockholm, som grundades 1896 för att hjälpa kvinnor som riskerade att hamna i prostitution. 
Hon ingick i den delegation från Sverige som deltog i en kongress i London mot vit slavhandel 1899. Hon grundade 1903 en svensk motsvarighet, föreningen Vaksamhet. Hon var vice ordförande i föreningen Vaksamhet mot vit slavhandel 1907–1911. 
Hon var engagerad i Nya Idun och Fredrika-Bremer-Förbundet. Makarna Höjer är begravda på Norra begravningsplatsen utanför Stockholm.